# مرحلة المجموعات في دوري أبطال أوروبا 2015–16

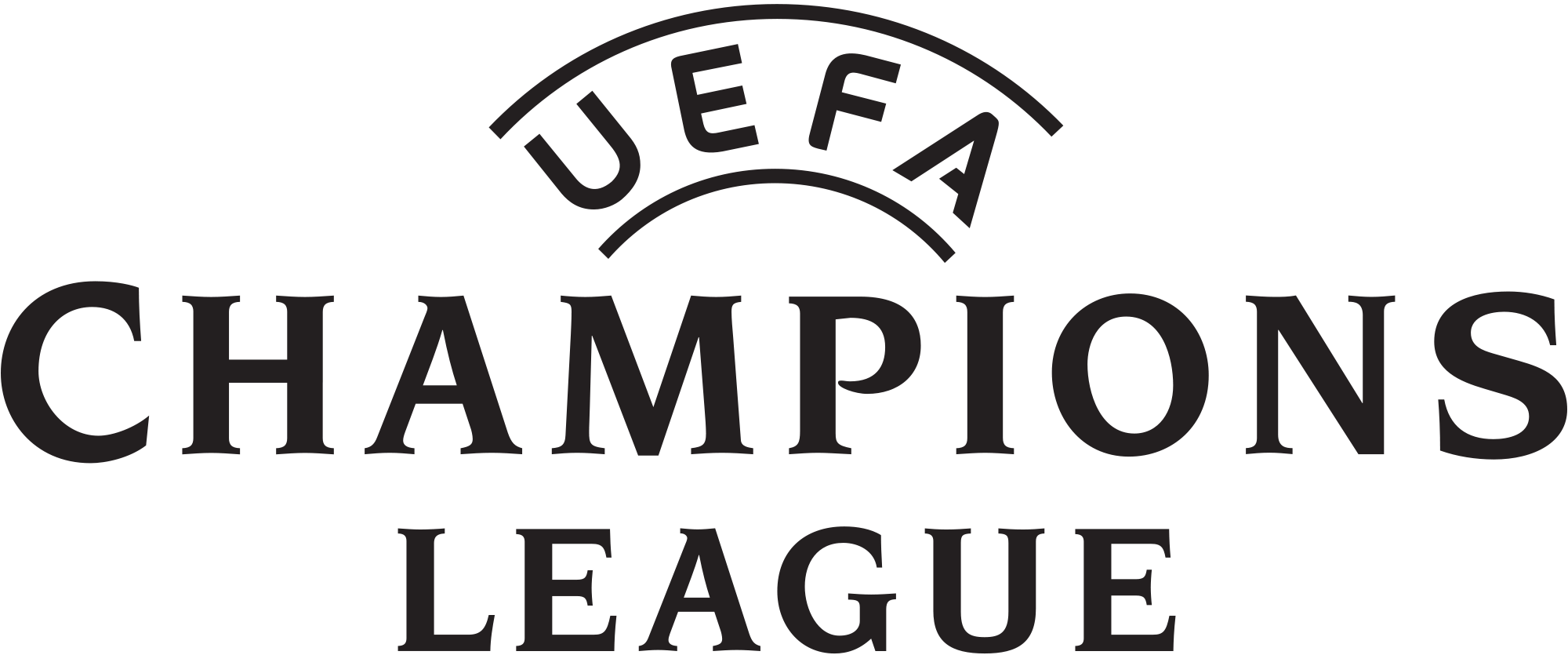

بدأت مرحلة المجموعات في دوري أبطال أوروبا 2015–16 في 15 سبتمبر وانتهت في 9 ديسمبر 2015. تنافس ما مجموعه 32 فريقاً في مرحلة المجموعات لتحديد 16 مقعداً في مرحلة خروج المغلوب من دوري أبطال أوروبا 2015–16.

## القرعة
عقدت القرعة في 27 أغسطس 2015، 17:45 ت وأ ص، في منتدى غريمالدي في موناكو. قسمت الفرق الـ32 إلى ثماني مجموعات من أربعة، مع التقيد بعدم إمكانية وقوع فرق من نفس الاتحاد وجهاً لوجه. من أجل القرعة، تم تصنيف الفرق إلى أربع وعاءات استناداً إلى المبادئ التالية (المستحدثة بدءاً من هذا الموسم):
- احتوى الوعاء 1 على حامل اللقب وأبطال أفضل سبع اتحادات استناداً إلى معامل بلدان اليويفا.[6][7] بما أن حامل اللقب (برشلونة) كان أحد أبطال أفضل سبع اتحادات، فقد تم تصنيف بطل الاتحاد الثامن ترتيباً في الوعاء 1 (المادة 13.05 من اللوائح).[1]
- احتوت الوعاءات 2، 3 و4 على الفرق المتبقية، المصنفة استناداً إلى معامل أندية اليويفا.[8][9][10]

علاوة على ذلك، تم التحكم بالقرعة بالنسبة للفرق التي من نفس الاتحاد من أجل تقسيم الفرق بالتاسواي إلى المجموعتين من المجموعات (أ–د، ر–ط) لأكبر قدر من التغطية التلفزيونية.
تم تحديد المباريات بعد القرعة، بحيث تلعب أربع مجموعات مبارياتها يوم الثلاثاء، في حين تلعب المجموعات الأربع الأخرى مبارياتها يوم الأربعاء، مع تناوب مجموعتي المجموعات (أ–د، ر–ط) بين الجولات. ثمة قيود أخرى: فعلى سبيل المثال، فرق من نفس المدينة (مثلاً، ريال مدريد و‌أتلتيكو مدريد، تشيلسي و‌آرسنال، مانشستر سيتي و‌مانشستر يونايتد) لا تلعب عموماً على أرضها في نفس الجولة (يحاول اليويفا تجنب لعب فرق من نفس المدينة على أرضهم في نفس اليوم أو في الأيام المتتالية، بسبب الخدمات اللوجستية والسيطرة على الحشود)، وفرق في بلدان المعينة (مثلاً، روسيا البيضاء، روسيا، كازاخستان) لا تلعب على أرضها في الجولة الأخيرة (بسبب الطقس البارد وتزامن أوقات انطلاق المباريات).
في 17 يوليو 2014، قضت لجنة الطوارئ التابعة لليويفا أن الأندية الأوكرانية والروسية لن توضع وجهاً لوجه «حتى إشعار آخر» بسبب الاضطرابات السياسية بين البلدين. لذلك، لم يكن بالإمكان وضع ناديي شاختار دونيتسك و‌دينامو كييف الأوكرانيين (كلاهما في الوعاء 3) وناديي زينيت سانت بطرسبرغ (الوعاء 1) و‌سسكا موسكو (الوعاء 3) الروسيين في نفس المجموعة.

## الفرق
في الأدنى الفرق الـ32 الذين تأهلوا إلى مرحلة المجموعات (مع معامل أندية اليويفا 2015)، مصنفين حسب وعاء التصنيف. ويضمون الفرق الـ22 الذين يدخلون في هذه المرحلة، والفائزين الـ10 من جولة المباريات الفاصلة (5 في مسار الأبطال، 5 في مسار الدوري).
| مفتاح الألوان                                             |
| --------------------------------------------------------- |
| فائزي ووصيفي المجموعات يصعدون إلى دور الـ16               |
| الفرق صاحبة المركز الثالث يدخلون دور الـ32 في دوري أوروبا |

| الفريق             | معامل   |
| ------------------ | ------- |
| برشلونة[TH]        | 164.999 |
| تشيلسي             | 142.078 |
| بايرن ميونخ        | 154.883 |
| يوفنتوس            | 95.102  |
| بنفيكا             | 118.276 |
| باريس سان جيرمان   | 100.483 |
| زينيت سانت بطرسبرغ | 90.099  |
| بي إس في آيندهوفن  | 58.195  |

| فريق                 | معامل   |
| -------------------- | ------- |
| ريال مدريد           | 171.999 |
| أتلتيكو مدريد        | 120.999 |
| بورتو                | 111.276 |
| آرسنال               | 110.078 |
| مانشستر يونايتد[م د] | 103.078 |
| فالنسيا[م د]         | 99.999  |
| باير ليفركوزن[م د]   | 87.883  |
| مانشستر سيتي         | 87.078  |

| فريق                | معامل  |
| ------------------- | ------ |
| شاختار دونيتسك[م د] | 86.033 |
| إشبيلية             | 80.499 |
| ليون                | 72.983 |
| دينامو كييف         | 65.033 |
| أولمبياكوس          | 62.380 |
| سسكا موسكو[م د]     | 55.599 |
| غلطة سراي           | 50.020 |
| روما                | 43.602 |

| فريق                 | معامل  |
| -------------------- | ------ |
| باتي بوريسوف[م أ]    | 35.150 |
| بوروسيا مونشنغلادباخ | 33.883 |
| فولفسبورغ            | 31.883 |
| دينامو زغرب[م أ]     | 24.700 |
| مكابي تل أبيب[م أ]   | 18.200 |
| غينت                 | 13.440 |
| مالمو[م أ]           | 12.545 |
| أستانا[م أ]          | 3.825  |

ملاحظات
1. ح ل حامل اللقب، يوضع تلقائياً في المركز الأعلى لقائمة التصنيف.
2. م أ فائزو جولة المباريات الفاصلة (مسار الأبطال).
3. م د فائزو جولة المباريات الفاصلة (مسار الدوري).

## النظام
في كل مجموعة، لعبت الفرق ضد بعضها البعض ذهاباً وإياباً بنظام الدوري الكامل. تقدم فائزي ووصيفي المجموعات إلى دور الـ16، بينما دخلت فرق المركز الثالث دور الـ32 في دوري أوروبا.

### كسر التعادل
الفرق مرتبة حسب النقاط (3 نقاط للفوز، نقطة واحدة للتعادل، لا شيء للخسارة). إذا اثنين أو أكثر من الفرق متساوين في النقاط عند الانتهاء من مباريات المجموعة، تطبق المعايير التالية بالترتيب المعطى لتحديد الترتيب (اللوائح المادة 17.01):
1. أعلى عدد من النقاط تم الحصول عليها في مباريات المجموعة التي لعبت بين الفرق المعنية؛
2. أكبر فارق أهداف من مباريات المجموعة بين الفرق المعنية؛
3. أعلى عدد من الأهداف المسجلة في مباريات المجموعة التي لعبت بين الفرق المعنية؛
4. أعلى عدد من الأهداف المسجلة خارج الديار في مباريات المجموعة التي لعبت بين الفرق المعنية؛
5. إذا كانت، بعد تطبيق المعايير 1 إلى 4، الفرق لا تزال لديها ترتيب متساوي، يعاد تطبيق المعايير 1 إلى 4 حصراً للمباريات بين الفرق المعنية لتحديد الترتيب النهائي. إذا كان هذا الإجراء لا يؤدي إلى القرار، تطبق المعايير 6 إلى 12؛
6. أكبر فارق أهداف في جميع مباريات المجموعة؛
7. أعلى عدد من الأهداف المسجلة في جميع مباريات المجموعة؛
8. أعلى عدد من الأهداف الخارجية المسجلة في جميع مباريات المجموعة؛
9. أعلى عدد من الانتصارات في جميع مباريات المجموعة؛
10. أعلى عدد من الانتصارات الخارجية في جميع مباريات المجموعة؛
11. أقل مجموعة نقاط انضباطية بالاستناد إلى البطاقات الصفراء والحمراء المتلقاة في جميع مباريات المجموعة (بطاقة حمراء = 3 نقاط، بطاقة صفراء = نقطة واحدة، طرد إثر بطاقتين حمراوين في مباراة واحدة = 3 نقاط)
12. أعلى معامل للأندية.

## المجموعات
الجولات هي 15–16 سبتمبر، 29–30 سبتمبر، 20–21 أكتوبر، 3–4 نوفمبر، 24–25 نوفمبر، و8–9 ديسمبر 2015. أوقات انطلاق المباريات هي 20:45 ت وأ ص/ت وأ، باستثناء الجولة 5 في روسيا البيضاء و‌روسيا والجولة 2 في كازاخستان والتي بحسب 18:00 ت وأ ص/ت وأ، والجولتين 4 و5 في كازاخستان والتي بحسب 16:00 ت وأ. الأوقات لغاية 24 أكتوبر 2015 (الجولات 1–3) بحسب ت و أ ص (ت ع م+2)، بعد ذلك (الجولات 4–6) تصبح الأوقات حسب ت و أ (ت ع م+1).

### المجموعة أ
| م | الفريق           | لعب | ف | ت | خ | أ.له | أ.ع | أ.ف | نقاط | التأهل                       |
| - | ---------------- | --- | - | - | - | ---- | --- | --- | ---- | ---------------------------- |
| 1 | ريال مدريد       | 6   | 5 | 1 | 0 | 19   | 3   | +16 | 16   | يتقدم إلى مرحلة خروج المغلوب |
| 2 | باريس سان جيرمان | 6   | 4 | 1 | 1 | 12   | 1   | +11 | 13   | يتقدم إلى مرحلة خروج المغلوب |
| 3 | شاختار دونيتسك   | 6   | 1 | 0 | 5 | 7    | 14  | −7  | 3    | ينتقل إلى الدوري الأوروبي    |
| 4 | مالمو            | 6   | 1 | 0 | 5 | 1    | 21  | −20 | 3    |                              |

| باريس سان جيرمان         | 2–0   | مالمو |
| ------------------------ | ----- | ----- |
| دي ماريا 4' · كافاني 61' | تقرير |       |

| ريال مدريد                                         | 4–0   | شاختار دونيتسك |
| -------------------------------------------------- | ----- | -------------- |
| بنزيما 30' · رونالدو 55' (ركلة.)، 63' (ركلة.)، 81' | تقرير |                |

| شاختار دونيتسك | 0–3   | باريس سان جيرمان                             |
| -------------- | ----- | -------------------------------------------- |
|                | تقرير | أورييه 7' · دافيد لويز 23' · سرنا 90' (ه.ذ.) |

| مالمو | 0–2   | ريال مدريد       |
| ----- | ----- | ---------------- |
|       | تقرير | رونالدو 29'، 90' |

| مالمو       | 1–0   | شاختار دونيتسك |
| ----------- | ----- | -------------- |
| روزنبرغ 17' | تقرير |                |

| باريس سان جيرمان | 0–0   | ريال مدريد |
| ---------------- | ----- | ---------- |
|                  | تقرير |            |

| شاختار دونيتسك                                            | 4–0   | مالمو |
| --------------------------------------------------------- | ----- | ----- |
| هلادكي 29' · سرنا 48' (ركلة.) · إدواردو 55' · تيكسيرا 73' | تقرير |       |

| ريال مدريد | 1–0   | باريس سان جيرمان |
| ---------- | ----- | ---------------- |
| ناتشو 35'  | تقرير |                  |

| مالمو | 0–5   | باريس سان جيرمان                                            |
| ----- | ----- | ----------------------------------------------------------- |
|       | تقرير | رابيو 3' · دي ماريا 14'، 68' · إبراهيموفيتش 50' · لوكاس 82' |

| شاختار دونيتسك                         | 3–4   | ريال مدريد                                    |
| -------------------------------------- | ----- | --------------------------------------------- |
| تيكسيرا 77' (ركلة.)، 88' · دنتينيو 83' | تقرير | رونالدو 18'، 70' · مودريتش 50' · كارفاخال 52' |

| باريس سان جيرمان             | 2–0   | شاختار دونيتسك |
| ---------------------------- | ----- | -------------- |
| لوكاس 57' · إبراهيموفيتش 86' | تقرير |                |

| ريال مدريد                                                        | 8–0   | مالمو |
| ----------------------------------------------------------------- | ----- | ----- |
| بنزيما 12'، 24'، 74' · رونالدو 39'، 47'، 50'، 59' · كوفاتشيتش 70' | تقرير |       |

ملاحظات
1. ^ أ ب ج لعب شاختار دونيتسك مبارياته البيتية أرينا لفيف، لفيف بدلاً من ملعبه المعتاد، دونباس أرينا، دونيتسك، نظراً لظروف الحرب في شرقي أوكرانيا.

### المجموعة ب
| م | الفريق            | لعب | ف | ت | خ | أ.له | أ.ع | أ.ف | نقاط | التأهل                       |
| - | ----------------- | --- | - | - | - | ---- | --- | --- | ---- | ---------------------------- |
| 1 | فولفسبورغ         | 6   | 4 | 0 | 2 | 9    | 6   | +3  | 12   | يتقدم إلى مرحلة خروج المغلوب |
| 2 | بي إس في آيندهوفن | 6   | 3 | 1 | 2 | 8    | 7   | +1  | 10   | يتقدم إلى مرحلة خروج المغلوب |
| 3 | مانشستر يونايتد   | 6   | 2 | 2 | 2 | 7    | 7   | 0   | 8    | ينتقل إلى الدوري الأوروبي    |
| 4 | سسكا موسكو        | 6   | 1 | 1 | 4 | 5    | 9   | −4  | 4    |                              |

| فولفسبورغ   | 1–0   | سسكا موسكو |
| ----------- | ----- | ---------- |
| دراكسلر 40' | تقرير |            |

| بي إس في آيندهوفن          | 2–1   | مانشستر يونايتد |
| -------------------------- | ----- | --------------- |
| مورينو 45+2' · نارسينغ 57' | تقرير | ديباي 41'       |

| مانشستر يونايتد                | 2–1   | فولفسبورغ   |
| ------------------------------ | ----- | ----------- |
| ماتا 34' (ركلة.) · سمولينغ 53' | تقرير | كاليجوري 4' |

| سسكا موسكو                        | 3–2   | بي إس في آيندهوفن |
| --------------------------------- | ----- | ----------------- |
| موسى 7' · دومبيا 21'، 36' (ركلة.) | تقرير | ليستيين 60'، 68'  |

| سسكا موسكو | 1–1   | مانشستر يونايتد |
| ---------- | ----- | --------------- |
| دومبيا 15' | تقرير | مارسيال 65'     |

| فولفسبورغ           | 2–0   | بي إس في آيندهوفن |
| ------------------- | ----- | ----------------- |
| دوست 46' · كروس 57' | تقرير |                   |

| مانشستر يونايتد | 1–0   | سسكا موسكو |
| --------------- | ----- | ---------- |
| روني 79'        | تقرير |            |

| بي إس في آيندهوفن         | 2–0   | فولفسبورغ |
| ------------------------- | ----- | --------- |
| لوكاديا 55' · دي يونغ 86' | تقرير |           |

| سسكا موسكو | 0–2   | فولفسبورغ                      |
| ---------- | ----- | ------------------------------ |
|            | تقرير | أكينفيف 67' (ه.ذ.) · شورله 88' |

| مانشستر يونايتد | 0–0   | بي إس في آيندهوفن |
| --------------- | ----- | ----------------- |
|                 | تقرير |                   |

| فولفسبورغ                     | 3–2   | مانشستر يونايتد                   |
| ----------------------------- | ----- | --------------------------------- |
| نالدو 13'، 84' · فييرينيا 29' | تقرير | مارسيال 10' · غيلافوغي 82' (ه.ذ.) |

| بي إس في آيندهوفن       | 2–1   | سسكا موسكو              |
| ----------------------- | ----- | ----------------------- |
| دي يونغ 78' · بروبر 86' | تقرير | إيغناشيفيتش 76' (ركلة.) |

### المجموعة ج
| م | الفريق        | لعب | ف | ت | خ | أ.له | أ.ع | أ.ف | نقاط | التأهل                       |
| - | ------------- | --- | - | - | - | ---- | --- | --- | ---- | ---------------------------- |
| 1 | أتلتيكو مدريد | 6   | 4 | 1 | 1 | 11   | 3   | +8  | 13   | يتقدم إلى مرحلة خروج المغلوب |
| 2 | بنفيكا        | 6   | 3 | 1 | 2 | 10   | 8   | +2  | 10   | يتقدم إلى مرحلة خروج المغلوب |
| 3 | غلطة سراي     | 6   | 1 | 2 | 3 | 6    | 10  | −4  | 5    | ينتقل إلى الدوري الأوروبي    |
| 4 | أستانا        | 6   | 0 | 4 | 2 | 5    | 11  | −6  | 4    |                              |

| غلطة سراي | 0–2   | أتلتيكو مدريد    |
| --------- | ----- | ---------------- |
|           | تقرير | غريزمان 18'، 25' |

| بنفيكا                    | 2–0   | أستانا |
| ------------------------- | ----- | ------ |
| غايتان 51' · ميتروغلو 62' | تقرير |        |

| أستانا                              | 2–2   | غلطة سراي                   |
| ----------------------------------- | ----- | --------------------------- |
| بالتا 77' (ه.ذ.) · كارول 89' (ه.ذ.) | تقرير | كيسا 31' · إريتش 86' (ه.ذ.) |

| أتلتيكو مدريد | 1–2   | بنفيكا                 |
| ------------- | ----- | ---------------------- |
| كوريا 23'     | تقرير | غايتان 36' · غيديز 51' |

| أتلتيكو مدريد                                                 | 4–0   | أستانا |
| ------------------------------------------------------------- | ----- | ------ |
| ساؤول 23' · مارتينيز 29' · أ. توريس 63' · ديديتشكو 89' (ه.ذ.) | تقرير |        |

| غلطة سراي                        | 2–1   | بنفيكا    |
| -------------------------------- | ----- | --------- |
| إينان 19' (ركلة.) · بودولسكي 33' | تقرير | غايتان 2' |

| أستانا | 0–0   | أتلتيكو مدريد |
| ------ | ----- | ------------- |
|        | تقرير |               |

| بنفيكا                 | 2–1   | غلطة سراي    |
| ---------------------- | ----- | ------------ |
| جوناس 52' · لويساو 67' | تقرير | بودولسكي 58' |

| أستانا                    | 2–2   | بنفيكا           |
| ------------------------- | ----- | ---------------- |
| تووماسي 19' · أنتشيتش 31' | تقرير | خيمينيز 40'، 72' |

| أتلتيكو مدريد    | 2–0   | غلطة سراي |
| ---------------- | ----- | --------- |
| غريزمان 13'، 65' | تقرير |           |

| غلطة سراي | 1–1   | أستانا      |
| --------- | ----- | ----------- |
| إينان 64' | تقرير | تووماسي 62' |

| بنفيكا       | 1–2   | أتلتيكو مدريد         |
| ------------ | ----- | --------------------- |
| ميتروغلو 75' | تقرير | ساؤول 33' · فييتو 55' |

### المجموعة د
| م | الفريق               | لعب | ف | ت | خ | أ.له | أ.ع | أ.ف | نقاط | التأهل                       |
| - | -------------------- | --- | - | - | - | ---- | --- | --- | ---- | ---------------------------- |
| 1 | مانشستر سيتي         | 6   | 4 | 0 | 2 | 12   | 8   | +4  | 12   | يتقدم إلى مرحلة خروج المغلوب |
| 2 | يوفنتوس              | 6   | 3 | 2 | 1 | 6    | 3   | +3  | 11   | يتقدم إلى مرحلة خروج المغلوب |
| 3 | إشبيلية              | 6   | 2 | 0 | 4 | 8    | 11  | −3  | 6    | ينتقل إلى الدوري الأوروبي    |
| 4 | بوروسيا مونشنغلادباخ | 6   | 1 | 2 | 3 | 8    | 12  | −4  | 5    |                              |

| مانشستر سيتي       | 1–2   | يوفنتوس                     |
| ------------------ | ----- | --------------------------- |
| كيلليني 57' (ه.ذ.) | تقرير | ماندجوكيتش 70' · موراتا 81' |

| إشبيلية                                                   | 3–0   | بوروسيا مونشنغلادباخ |
| --------------------------------------------------------- | ----- | -------------------- |
| غاميرو 47' (ركلة.) · بانيغا 66' (ركلة.) · كونوبليانكا 84' | تقرير |                      |

| بوروسيا مونشنغلادباخ | 1–2   | مانشستر سيتي                             |
| -------------------- | ----- | ---------------------------------------- |
| شتيندل 54'           | تقرير | مارتن ديميكيليس 65' · أغويرو 90' (ركلة.) |

| يوفنتوس               | 2–0   | إشبيلية |
| --------------------- | ----- | ------- |
| موراتا 41' · زازا 87' | تقرير |         |

| يوفنتوس | 0–0   | بوروسيا مونشنغلادباخ |
| ------- | ----- | -------------------- |
|         | تقرير |                      |

| مانشستر سيتي                     | 2–1   | إشبيلية         |
| -------------------------------- | ----- | --------------- |
| رامي 36' (ه.ذ.) · دي بروين 90+1' | تقرير | كونوبليانكا 30' |

| بوروسيا مونشنغلادباخ | 1–1   | يوفنتوس       |
| -------------------- | ----- | ------------- |
| جونسون 18'           | تقرير | ليختشاينر 44' |

| إشبيلية        | 1–3   | مانشستر سيتي                            |
| -------------- | ----- | --------------------------------------- |
| تريموليناس 25' | تقرير | ستيرلينغ 8' · فرناندينيو 11' · بوني 36' |

| يوفنتوس        | 1–0   | مانشستر سيتي |
| -------------- | ----- | ------------ |
| ماندجوكيتش 18' | تقرير |              |

| بوروسيا مونشنغلادباخ                       | 4–2   | إشبيلية                           |
| ------------------------------------------ | ----- | --------------------------------- |
| شتيندل 29'، 83' · جونسون 68' · رافاييل 78' | تقرير | فيتولو 82' · بانيغا 90+1' (ركلة.) |

| مانشستر سيتي                             | 4–2   | بوروسيا مونشنغلادباخ   |
| ---------------------------------------- | ----- | ---------------------- |
| سيلفا 16' · ستيرلينغ 80'، 81' · بوني 85' | تقرير | كورب 19' · رافاييل 42' |

| إشبيلية    | 1–0   | يوفنتوس |
| ---------- | ----- | ------- |
| يورنتي 65' | تقرير |         |

### المجموعة ر
| م | الفريق        | لعب | ف | ت | خ | أ.له | أ.ع | أ.ف | نقاط | التأهل                       |
| - | ------------- | --- | - | - | - | ---- | --- | --- | ---- | ---------------------------- |
| 1 | برشلونة       | 6   | 4 | 2 | 0 | 15   | 4   | +11 | 14   | يتقدم غلى مرحلة خروج المغلوب |
| 2 | روما          | 6   | 1 | 3 | 2 | 11   | 16  | −5  | 6    | يتقدم غلى مرحلة خروج المغلوب |
| 3 | باير ليفركوزن | 6   | 1 | 3 | 2 | 13   | 12  | +1  | 6    | ينتقل إلى الدوري الأوروبي    |
| 4 | باتي بوريسوف  | 6   | 1 | 2 | 3 | 5    | 12  | −7  | 5    |                              |

| باير ليفركوزن                                             | 4–1   | باتي بوريسوف   |
| --------------------------------------------------------- | ----- | -------------- |
| محمدي 4' · تشالهان أوغلو 47'، 76' (ركلة.) · هيرنانديز 59' | تقرير | ميلونوفيتش 13' |

| روما         | 1–1   | برشلونة         |
| ------------ | ----- | --------------- |
| فلورينزي 31' | تقرير | لويس سواريز 21' |

| برشلونة                  | 2–1   | باير ليفركوزن   |
| ------------------------ | ----- | --------------- |
| روبيرتو 80' · سواريز 82' | تقرير | بابادوبولوس 22' |

| باتي بوريسوف                        | 3–2   | روما                        |
| ----------------------------------- | ----- | --------------------------- |
| ستاسيفيتش 8' · ملادينوفيتش 12'، 30' | تقرير | جرفينيو 66' · توروسيديس 82' |

| باتي بوريسوف | 0–2   | برشلونة           |
| ------------ | ----- | ----------------- |
|              | تقرير | راكيتيتش 48'، 64' |

| باير ليفركوزن                                     | 4–4   | روما                                       |
| ------------------------------------------------- | ----- | ------------------------------------------ |
| هيرنانديز 4' (ركلة.)، 19' · كامبل 84' · محمدي 86' | تقرير | دي روسي 29'، 38' · بيانيتش 54' · فالكي 73' |

| برشلونة                             | 3–0   | باتي بوريسوف |
| ----------------------------------- | ----- | ------------ |
| نيمار 30' (ركلة.)، 83' · سواريز 60' | تقرير |              |

| روما                                      | 3–2   | باير ليفركوزن             |
| ----------------------------------------- | ----- | ------------------------- |
| صلاح 2' · دجيكو 29' · بيانيتش 80' (ركلة.) | تقرير | محمدي 46' · هيرنانديز 51' |

| باتي بوريسوف | 1–1   | باير ليفركوزن |
| ------------ | ----- | ------------- |
| غورديتشوك 2' | تقرير | محمدي 68'     |

| برشلونة                                                   | 6–1   | روما        |
| --------------------------------------------------------- | ----- | ----------- |
| سواريز 15'، 44' · ميسي 18'، 60' · بيكيه 56' · أدريانو 77' | تقرير | دجيكو 90+1' |

| باير ليفركوزن | 1–1   | برشلونة  |
| ------------- | ----- | -------- |
| هيرنانديز 23' | تقرير | ميسي 20' |

| روما | 0–0   | باتي بوريسوف |
| ---- | ----- | ------------ |
|      | تقرير |              |

### المجموعة س
| م | الفريق      | لعب | ف | ت | خ | أ.له | أ.ع | أ.ف | نقاط | التأهل                       |
| - | ----------- | --- | - | - | - | ---- | --- | --- | ---- | ---------------------------- |
| 1 | بايرن ميونخ | 6   | 5 | 0 | 1 | 19   | 3   | +16 | 15   | يتقدم إلى مرحلة خروج المغلوب |
| 2 | آرسنال      | 6   | 3 | 0 | 3 | 12   | 10  | +2  | 9    | يتقدم إلى مرحلة خروج المغلوب |
| 3 | أولمبياكوس  | 6   | 3 | 0 | 3 | 6    | 13  | −7  | 9    | ينتقل إلى الدوري الأوروبي    |
| 4 | دينامو زغرب | 6   | 1 | 0 | 5 | 3    | 14  | −11 | 3    |                              |

| دينامو زغرب                  | 2–1   | آرسنال     |
| ---------------------------- | ----- | ---------- |
| بيفاريتش 24' · فيرنانديز 58' | تقرير | والكوت 79' |

| أولمبياكوس | 0–3   | بايرن ميونخ                         |
| ---------- | ----- | ----------------------------------- |
|            | تقرير | مولر 52'، 90+2' (ركلة.) · غوتسه 89' |

| بايرن ميونخ                                              | 5–0   | دينامو زغرب |
| -------------------------------------------------------- | ----- | ----------- |
| دوغلاس كوستا 13' · ليفاندوفسكي 21'، 28'، 55' · غوتسه 25' | تقرير |             |

| آرسنال                  | 2–3   | أولمبياكوس                                      |
| ----------------------- | ----- | ----------------------------------------------- |
| والكوت 35' · سانشيز 65' | تقرير | باردو 33' · أوسبينا 40' (ه.ذ.) · فينبوغاسون 66' |

| آرسنال                 | 2–0   | بايرن ميونخ |
| ---------------------- | ----- | ----------- |
| جيرو 77' · أوزيل 90+4' | تقرير |             |

| دينامو زغرب | 0–1   | أولمبياكوس |
| ----------- | ----- | ---------- |
|             | تقرير | إيديي 79'  |

| بايرن ميونخ                                            | 5–1   | آرسنال   |
| ------------------------------------------------------ | ----- | -------- |
| ليفاندوفسكي 10' · وملر 29'، 89' · ألابا 44' · روبن 55' | تقرير | جيرو 69' |

| أولمبياكوس     | 2–1   | دينامو زغرب |
| -------------- | ----- | ----------- |
| باردو 65'، 90' | تقرير | هودجيتش 21' |

| آرسنال                      | 3–0   | دينامو زغرب |
| --------------------------- | ----- | ----------- |
| أوزيل 29' · سانشيز 33'، 69' | تقرير |             |

| بايرن ميونخ                                              | 4–0   | أولمبياكوس |
| -------------------------------------------------------- | ----- | ---------- |
| دوغلاس كوستا 8' · ليفاندوفسكي 16' · مولر 20' · كومان 69' | تقرير |            |

| دينامو زغرب | 0–2   | بايرن ميونخ          |
| ----------- | ----- | -------------------- |
|             | تقرير | ليفاندوفسكي 61'، 64' |

| أولمبياكوس | 0–3   | آرسنال                     |
| ---------- | ----- | -------------------------- |
|            | تقرير | جيرو 29'، 49'، 67' (ركلة.) |

### المجموعة ص
| م | الفريق        | لعب | ف | ت | خ | أ.له | أ.ع | أ.ف | نقاط | التأهل                       |
| - | ------------- | --- | - | - | - | ---- | --- | --- | ---- | ---------------------------- |
| 1 | تشيلسي        | 6   | 4 | 1 | 1 | 13   | 3   | +10 | 13   | يتقدم إلى مرحلة خروج المغلوب |
| 2 | دينامو كييف   | 6   | 3 | 2 | 1 | 8    | 4   | +4  | 11   | يتقدم إلى مرحلة خروج المغلوب |
| 3 | بورتو         | 6   | 3 | 1 | 2 | 9    | 8   | +1  | 10   | ينتقل إلى الدوري الأوروبي    |
| 4 | مكابي تل أبيب | 6   | 0 | 0 | 6 | 1    | 16  | −15 | 0    |                              |

| دينامو كييف               | 2–2   | بورتو           |
| ------------------------- | ----- | --------------- |
| هوسييف 20' · بويالسكي 89' | تقرير | أبوبكر 23'، 81' |

| تشيلسي                                                       | 4–0   | مكابي تل أبيب |
| ------------------------------------------------------------ | ----- | ------------- |
| ويليان 15' · أوسكار 45+4' (ركلة.) · كوستا 58' · فابريغاس 78' | تقرير |               |

| مكابي تل أبيب | 0–2   | دينامو كييف                |
| ------------- | ----- | -------------------------- |
|               | تقرير | يارمولينكو 4' · مورايس 50' |

| بورتو                        | 2–1   | تشيلسي       |
| ---------------------------- | ----- | ------------ |
| ندريه 39' · روكي\|مايكون 52' | تقرير | ويليان 45+2' |

| بورتو                     | 2–0   | مكابي تل أبيب |
| ------------------------- | ----- | ------------- |
| أبوبكر 37' · إبراهيمي 41' | تقرير |               |

| دينامو كييف | 0–0   | تشيلسي |
| ----------- | ----- | ------ |
|             | تقرير |        |

| مكابي تل أبيب      | 1–3   | بورتو                            |
| ------------------ | ----- | -------------------------------- |
| زاهافي 75' (ركلة.) | تقرير | تيو 19' · أندريه 49' · لايون 72' |

| تشيلسي                            | 2–1   | دينامو كييف   |
| --------------------------------- | ----- | ------------- |
| دراغوفيتش 34' (ه.ذ.) · ويليان 83' | تقرير | دراغوفيتش 78' |

| بورتو | 0–2   | دينامو كييف                           |
| ----- | ----- | ------------------------------------- |
|       | تقرير | يارمولينكو 35' (ركلة.) · غونزاليز 64' |

| مكابي تل أبيب | 0–4   | تشيلسي                                           |
| ------------- | ----- | ------------------------------------------------ |
|               | تقرير | كاهيل 20' · ويليان 73' · أوسكار 77' · زوما 90+1' |

| دينامو كييف | 1–0   | مكابي تل أبيب |
| ----------- | ----- | ------------- |
| هارماش 16'  | تقرير |               |

| تشيلسي                          | 2–0   | بورتو |
| ------------------------------- | ----- | ----- |
| ماركانو 12' (ه.ذ.) · ويليان 52' | تقرير |       |

ملاحظات
1. ^ أ ب ج لعب مكابي تل أبيب مبارياته البيتية على ملعب سامي عوفر، حيفا بدلاً من ملعبه المعتاد، ملعب بلومفيلد، تل أبيب.[29]
2. ^ لعبت مباراة دينامو كييف × مكابي تل أبيب خلف أبواب مغلقة بسبب عقوبة من اليويفا.[30]

### المجموعة ط
| م | الفريق             | لعب | ف | ت | خ | أ.له | أ.ع | أ.ف | نقاط | التأهل                       |
| - | ------------------ | --- | - | - | - | ---- | --- | --- | ---- | ---------------------------- |
| 1 | زينيت سانت بطرسبرغ | 6   | 5 | 0 | 1 | 13   | 6   | +7  | 15   | يتقدم إلى مرحلة خروج المغلوب |
| 2 | غينت               | 6   | 3 | 1 | 2 | 8    | 7   | +1  | 10   | يتقدم إلى مرحلة خروج المغلوب |
| 3 | فالنسيا            | 6   | 2 | 0 | 4 | 5    | 9   | −4  | 6    | ينتقل إلى الدوري الأوروبي    |
| 4 | ليون               | 6   | 1 | 1 | 4 | 5    | 9   | −4  | 4    |                              |

| فالنسيا                 | 2–3   | زينيت سانت بطرسبرغ       |
| ----------------------- | ----- | ------------------------ |
| كانسيلو 55' · غوميش 73' | تقرير | هالك 9'، 44' · فيتسل 76' |

| غينت            | 1–1   | ليون      |
| --------------- | ----- | --------- |
| ميليتشيفيتش 68' | تقرير | جاليه 58' |

| ليون | 0–1   | فالنسيا    |
| ---- | ----- | ---------- |
|      | تقرير | فيغولي 42' |

| زينيت سانت بطرسبرغ     | 2–1   | غينت      |
| ---------------------- | ----- | --------- |
| دزيوبا 35' · شاتوف 67' | تقرير | ماتون 56' |

| زينيت سانت بطرسبرغ              | 3–1   | ليون        |
| ------------------------------- | ----- | ----------- |
| دزيوبا 3' · هالك 56' · داني 82' | تقرير | لاكازيت 49' |

| فالنسيا                           | 2–1   | غينت      |
| --------------------------------- | ----- | --------- |
| فيغولي 15' · ميتروفيتش 72' (ه.ذ.) | تقرير | فوكيه 40' |

| ليون | 0–2   | زينيت سانت بطرسبرغ |
| ---- | ----- | ------------------ |
|      | تقرير | دزيوبا 25'، 57'    |

| غينت             | 1–0   | فالنسيا |
| ---------------- | ----- | ------- |
| كومس 49' (ركلة.) | تقرير |         |

| زينيت سانت بطرسبرغ     | 2–0   | فالنسيا |
| ---------------------- | ----- | ------- |
| شاتوف 15' · دزيوبا 74' | تقرير |         |

| ليون    | 1–2   | غينت                             |
| ------- | ----- | -------------------------------- |
| فيري 7' | تقرير | ميليتشيفيتش 32' · كوليبالي 90+5' |

| فالنسيا | 0–2   | ليون                     |
| ------- | ----- | ------------------------ |
|         | تقرير | كورنيه 37' · لاكازيت 76' |

| غينت                          | 2–1   | زينيت سانت بطرسبرغ |
| ----------------------------- | ----- | ------------------ |
| ديبواتر 18' · ميليتشيفيتش 78' | تقرير | دزيوبا 65'         |

## روابط خارجية
- دوري أبطال أوروبا 2015–16